# Passíusálmar
A obra poética islandesa Passíusálmar (em português: Salmos da Paixão) é uma coletânea de 50 poemas escritos pelo poeta Hallgrímur Pétursson em 1666.